# Yokohama Red Brick Warehouse
Il Yokohama Red Brick Warehouse (横浜赤レンガ倉庫?, Yokohama Akarenga Sōko) è un complesso di edifici storici giapponesi che attualmente comprende un centro commerciale e sale per ricevimenti e eventi. Il complesso, ufficialmente conosciuto come Newport Pier Bonded Warehouse (新港埠頭保税倉庫?, Shinkō Futō Hozei Sōko), era originariamente utilizzato come magazzini doganali e ha due strutture: Warehouse n. 1 e n. 2. È gestito dalla Yokohama Akarenga Co. Ltd. e si trova al porto di Yokohama nel quartiere di Naka-ku della città di Yokohama.

## Storia

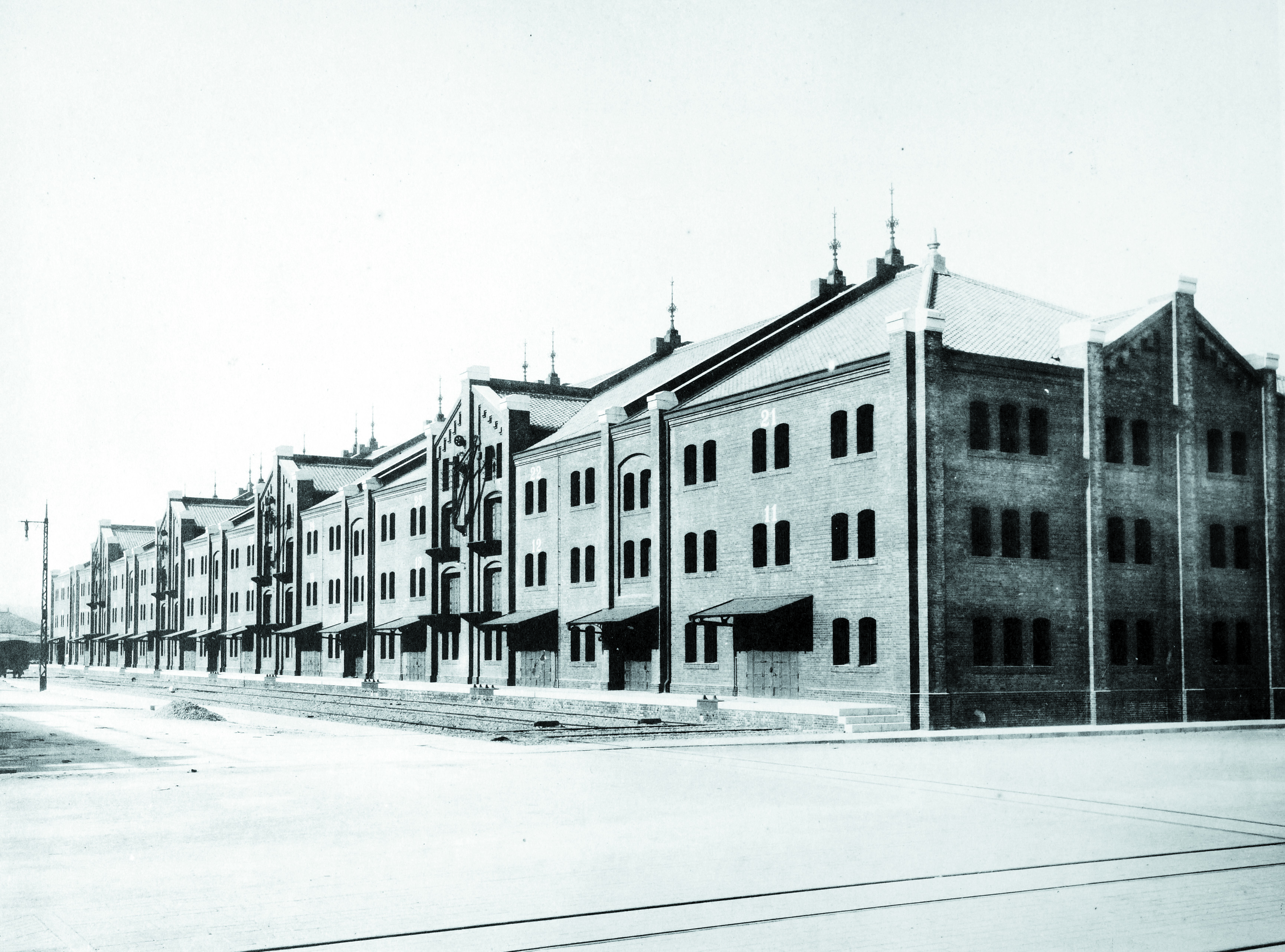
L'edificio nel 1917.

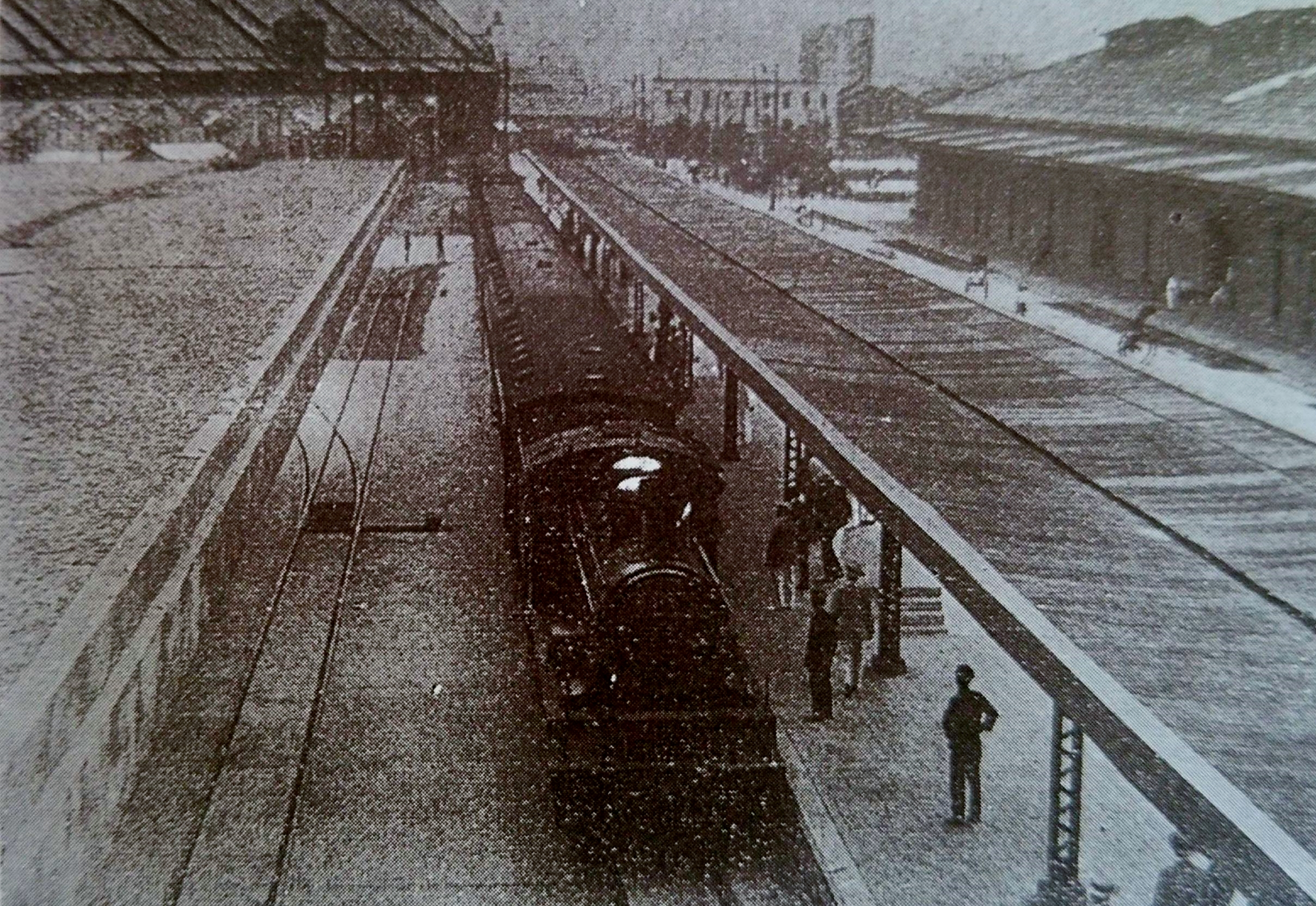
La stazione portuale di Yokohama nel 1929, con l'edificio visibile dietro.

Alla fine del XIX secolo la città di Yokohama si impegnò nella costruzione di nuove strutture portuali e iniziò i lavori di bonifica nel 1899. I lavori, completati nel 1905, furono seguiti da lavori di espansione che terminarono un anno dopo. Progettati dall'architetto giapponese e funzionario governativo Tsumaki Yorinaka, l'attuale edificio n. 2 fu costruito nel 1911 mentre l'attuale edificio n. 1 fu eretto nel 1913. Entrambi erano utilizzati come magazzini doganali.
Quando il grande terremoto del Kantō del 1923 colpì Yokohama, gli edifici furono danneggiati ma subirono meno danni di altri edifici grazie alla loro struttura rinforzata con ferro impiantato tra i mattoni. I lavori di riparazione vennero completati nel 1930 e dopo la seconda guerra mondiale gli edifici furono requisiti dalle forze di occupazione americane tra il 1945 e il 1956. Dopo che gli edifici furono restituiti al Giappone, il loro utilizzo diminuì con l'avvento della containerizzazione e gli edifici cessarono il loro ruolo di magazzini doganali nel 1989.
Nel 1992 la città di Yokohama ha acquisito la proprietà degli edifici e i lavori di ristrutturazione sono stati eseguiti dal 1994 al 1999. La ristrutturazione degli edifici è stata progettata e realizzata da Naoshi Kawabata. Questa ristrutturazione, durante la quale il tetto e la struttura degli edifici sono stati rinforzati, è stata condotta dalla Takenaka Corporation, uno studio di architettura giapponese. In seguito alla ristrutturazione dell'interno degli edifici, sono stati riaperti come Yokohama Red Brick Warehouse il 12 aprile 2002.

## Panoramica

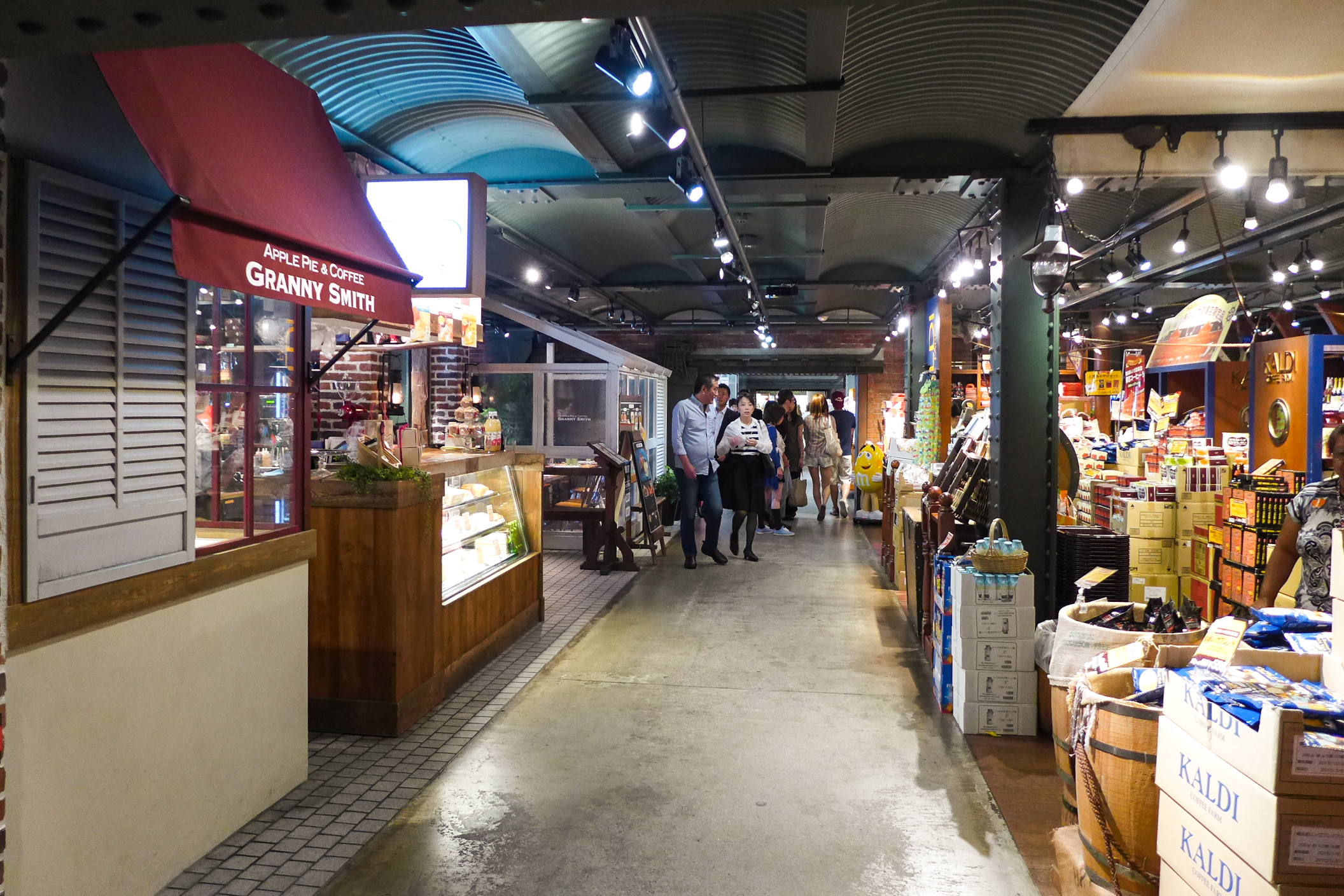
Negozi all'interno del magazzino.

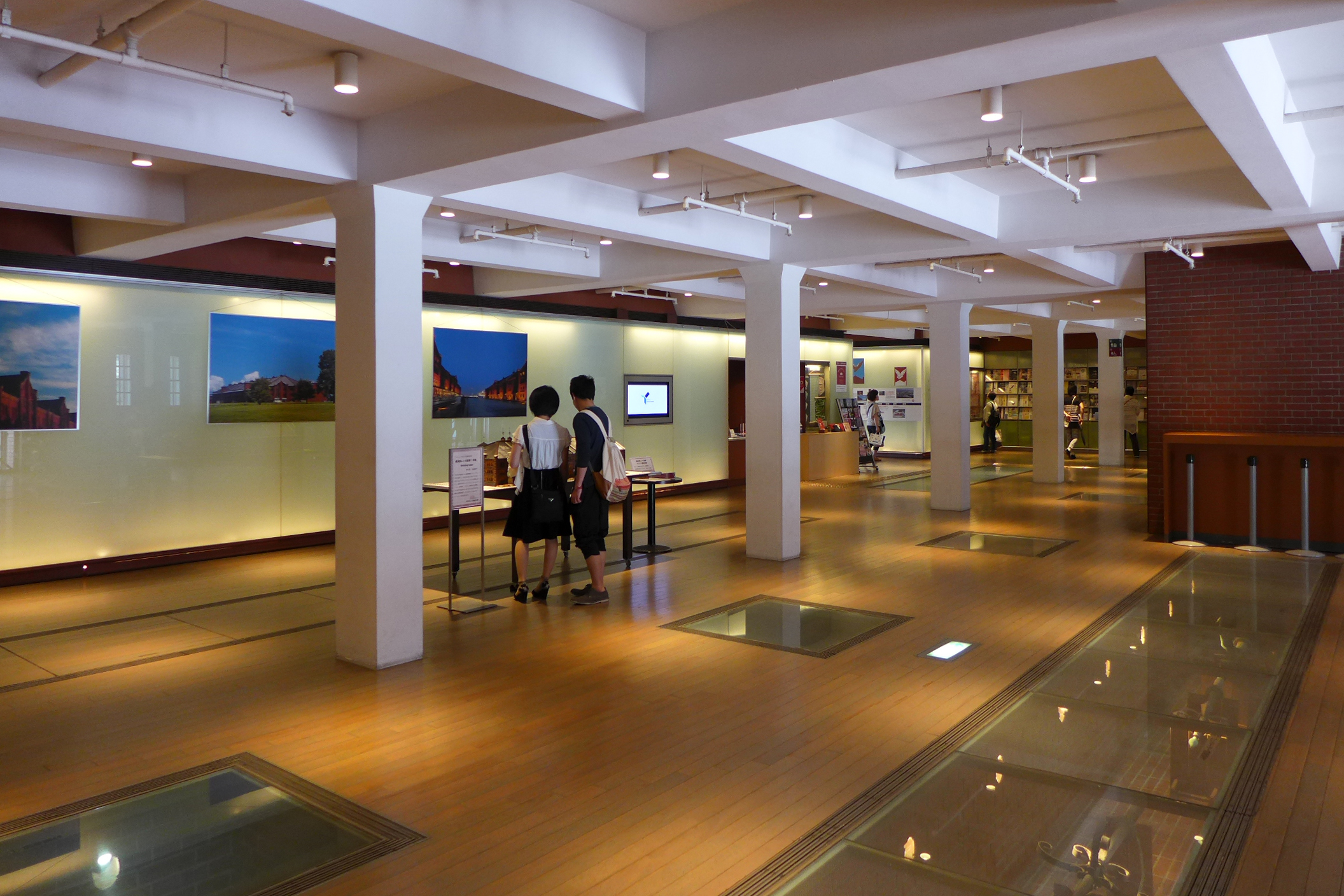
Galleria storica.

Il complesso è diviso negli edifici n° 1 e n° 2. Entrambi gli edifici hanno tre piani e sono larghi 22,6 metri e alti 17,8 metri. La superficie dell'edificio n° 1 è di 5.575 m², con una lunghezza di 76 metri, mentre l'edificio n° 2 ha una superficie totale di 10.755 m² e una lunghezza di 149 metri.
L'edificio n° 1 è utilizzato come spazio culturale e come sede di mostre d'arte, festival cinematografici, concorsi musicali e rappresentazioni teatrali. L'edificio n° 2 ospita un centro commerciale, una galleria di ristoranti e un balcone, aperto al terzo piano nel 2007, da cui i visitatori possono vedere il porto. La Chinatown di Yokohama, il Minato Mirai 21 e il Parco Yamashita si trovano nelle vicinanze.

## Sport
Il 10 dicembre 2018 è stato annunciato che la fase finale del 36° speciale di Ninja Warrior sarebbe stata trasmessa in diretta dal Yokohama Red Brick Warehouse su TBS la notte di Capodanno. Anche la fase finale dell'edizione del 2019 è stata sempre trasmessa in diretta dallo stesso luogo il 31 dicembre 2019.